# Czaszkogardlak

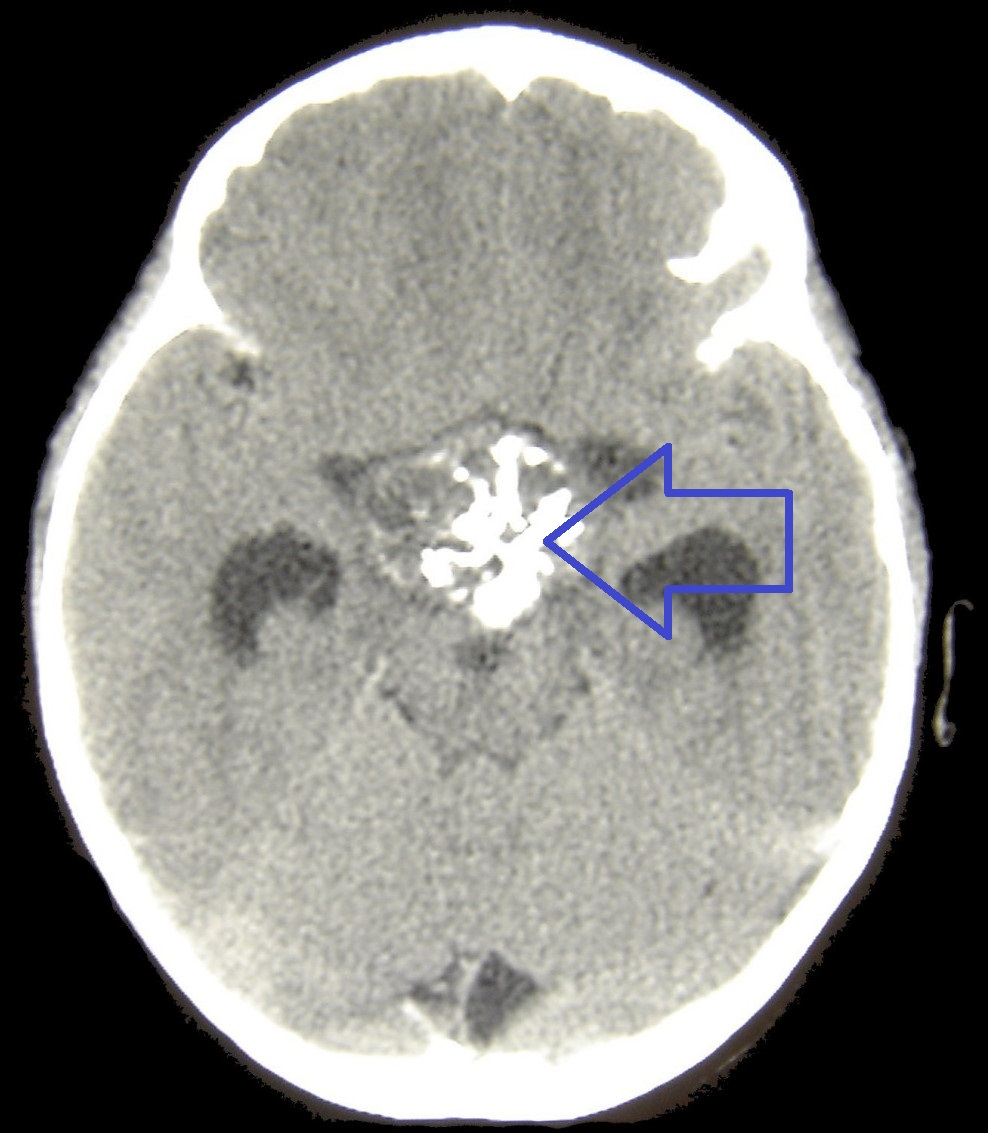
Obraz KT głowy bez wzmocnienia kontrastowego u pacjenta z guzem typu craniopharyngioma. Wodogłowiu towarzyszy zwapniały torbielowaty guz zlokalizowany w okolicy nadsiodłowej

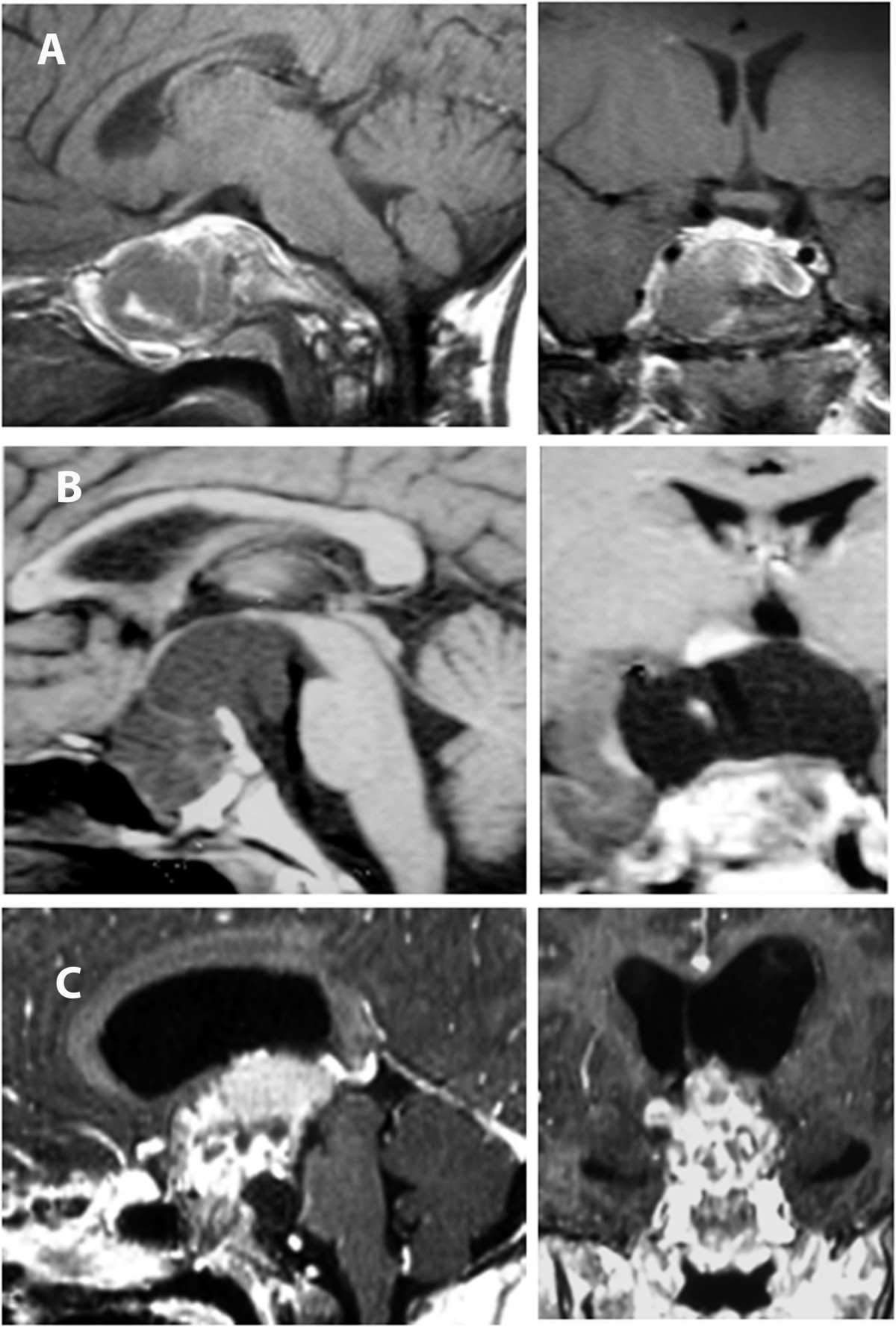
Obrazy MR w sekwencjach T_{1}-zależnych pokazujące czaszkogardlaki o różnym stopniu zaawansowania. A) Lity guz siodła tureckiego/nadsiodłowy, nie naciekający podwzgórza (stopień 0). B) Głównie torbielowaty guz siodła/nadsiodłowy, naciekający podwzgórze ale nie zniekształcający tej struktury mózgu (stopień 1). C) Głównie lity guz siodła/nadsiodłowy, podwzgórze nie jest widoczne z powodu inwazji guza (stopień 2)

Czaszkogardlak (dawniej: guz Erdheima, łac. craniopharyngioma, ang. craniopharyngioma) – stosunkowo rzadki, łagodny guz nowotworowy o lokalizacji wewnątrzczaszkowej, wywodzący się z pozostałości kieszonki Rathkego. Jest guzem łagodnym (I° według WHO).

## Epidemiologia
Czaszkogardlaki są rzadkimi nowotworami, częstość zachorowań ocenia się na 0,5–2:100 000. Stanowi około 9% guzów wewnątrzczaszkowych dzieci i 2,5–4% nowotworów wewnątrzczaszkowych ogółem. Obserwuje się dwa szczyty zachorowań: między 5. a 14. oraz między 65. a 74. rokiem życia. Craniopharyngioma występuje z jednakową częstością u kobiet i mężczyzn.

## Objawy i przebieg
Objawy kliniczne zależą od lokalizacji guza. Są to przede wszystkim objawy wynikające z ucisku masy guza na sąsiadujące struktury anatomiczne; w przypadku ucisku przysadki jest to niedoczynność lub nadczynność przysadki, przy ucisku skrzyżowania wzrokowego są to zaburzenia widzenia (niedowidzenie połowicze dwuskroniowe). Występują także objawy wzmożonego ciśnienia śródczaszkowego: wymioty i bóle głowy.
Wzrost guza jest zazwyczaj bardzo powolny, często wieloletni.

### Obraz makroskopowy
Guz zwykle ma średnicę 3–4 cm, najczęściej jest torbielowaty, czasem wielokomorowy. Rzadziej ma postać otorebkowanego, litego guza.

### Obraz histologiczny
Guz może mikroskopowo przypominać szkliwiaka (adamantinoma) i tworzyć wyspy oraz sznury komórek nabłonka wielowarstwowego płaskiego lub nabłonka walcowatego w łącznotkankowym podścielisku (wariant szkliwiakowaty, adamantinomatous variant). W obrazie histologicznym można też stwierdzić rogowacenie, zwapnienia, torbiele, włóknienie i przewlekły stan zapalny. Druga odmiana czaszkogardlaka, odmiana brodawkowata (papillary variant), tworzy gniazda komórek nabłonka płaskiego, bez rogowacenia, zwapnień ani torbieli.

### Badania obrazowe
W tomografii komputerowej guz ma postać torbielowatej, hipodensyjnej masy, często z obecnymi nawapnieniami, położonej w linii środkowej. Część lita guza może ulegać wzmocnieniu kontrastowemu.

## Leczenie
Leczeniem z wyboru jest resekcja guza. W niektórych przypadkach całkowita resekcja może nastręczać duże trudności: odstępuje się wówczas od niej, ograniczając do opróżnienia torbieli i implantując do niej izotopy promieniotwórcze lub wdrażając następczą teleradioterapię. Technika napromieniania jest taka jak przy guzach przysadki, stosuje się dawki 50–54 Gy w 28–30 frakcjach.

## Historia
Pierwszy opis guza przedstawił Friedrich Albert von Zenker w 1857. Jakow Onanow w 1892 zauważył jako pierwszy podobieństwo histologiczne czaszkogardlaków i szkliwiaków. Nazwę craniopharyngioma wprowadził Harvey Cushing w 1932. Jedne z pierwszych prób operacyjnego leczenia guza podjął Ludvig Puusepp w 1923 roku.